# 4 km (obwód chmielnicki)
4 km (ukr. 4 км, ros. 4 км) – przystanek kolejowy w miejscowości Szepetówka, w rejonie szepetowskim, w obwodzie chmielnickim, na Ukrainie.